# Старое Пашково
Ста́рое Па́шково (бел. Ста́рае Па́шкава) — деревня в Пашковском сельском совете Могилёвского района Могилёвской области Республики Беларусь. Расположена в 4 километрах на северо-запад от Могилёва.

## География
Старое Пашково находится на расстоянии 4 км от центра города Могилёва. На расстоянии 2 км от Старого Пашкова находятся деревни Новое Пашково, Гаи. Неподалёку протекает река Дубровенка.

## История
Упоминается в ограничении 1678 года вместе с деревнями Печерск и Дубровенка. В 1880 году село с 13 дворами и 99 жителями. Имелась церковь. Кроме земледелия во всех дворах крестьяне занимались изготовлением льняной и пеньковой пряжи и ткани. Рядом находилось имение, где в 1890 году был основан мукомольный завод (в 1900 году на нём трудилось 6 рабочих). По переписи 1897 года в селе Большой Пашков было 26 дворов и 171 житель. Работала школа грамоты, хлебозапасный магазин и церковь. В 1909 году здесь было 45 дворов и 203 жителя. Рядом находилось две усадьбы, а также деревня Малый Пашков и два хутора: Пашков и Пашков 2. В 1910 году в селе открыта земская школа.
После революции 10 мая 1919 года здесь была создана сельскохозяйственная артель «Красный двор» в которую входило 27 хозяйств. В 1920 году здание школы сгорело и под школу в 1922 году выделили церковь. В 1925 году в школе было 104 ученика и действовал драматический кружок. В середине 1920-х годов появилось несколько новых артелей: сельскохозяйственная и сыроварно-маслоделательная. В 1926 году в деревне было 79 дворов и 417 жителей. 4 января 1930 года 65 семей организовали колхоз им. В. Володарского, в нём имелся трактор и была кузница. В 1930-х годах начальная школа преобразована в 7-летку, в которой в 1936 году было 283 ученика, а также работала библиотека. В 1939 году колхоз за достигнутые успехи был участником Всесоюзной сельскохозяйственной выставки. В этом же году колхоз переселил с хуторов в деревню 17 дворов. Деревня получила электричество, здесь был построен клуб. В 1940 году колхоз был награждён орденом Ленина. В деревне работала стахановская школа по животноводству.
Во время Великой Отечественной войны с июля 1941 года по 27 июня 1944 года деревня была оккупирована немецкими войсками. В ночь на 11 февраля 1943 года партизанским отрядом № 130 и служащими 53-го охранного батальона были убиты немецкие офицеры, и 180 человек личного состава перешли к партизанам. В 600 метрах на юго-западе от деревни немцами было расстреляно около 10 000 человек (мирные жители из Могилёва и соседних деревень). В боях за освобождение деревни погиб 61 советский солдат. Они похоронены в братской могиле на сельском кладбище.

## Население
В 1990 году здесь было 92 двора и 296 жителей, деревня относилась к совхозу им. В. Володарского (центр в деревне Новое Пашково).

## Известные уроженцы, жители
- Рагуцкий, Владимир Лаврентьевич (1917—1941) — белорусский советский поэт, окончил начальную школу в деревне Старое Пашково.

## Инфраструктура
К 1990 году была ферма крупного рогатого скота, клуб, библиотека, магазин, 8-летняя школа, ясли, фельдшерско-акушерский пункт.
Сейчас Старое Пашково состоит из трёх посёлков (улиц). Между вторым и третьим посёлками находится пилорама. За первым посёлком находится кладбище и автобусная остановка, на которую 4 раза в день приходит городской автобус № 34. В конце первого посёлка находится школа. Она работала до конца 1990-х годов, туда ходили дети с соседних деревень, таких как Жуково, Застенки, Присно, Новое Пашково, Гаи и т. д. В настоящее время она заброшена и наполовину разрушена.
На расстоянии 1,5 км от деревни находится воинская часть и военный городок. В Городке располагается один пятиэтажный, три трехэтажных и один одноэтажный дом для военных и их семей. Туда ходит городской автобус № 9.

## Памятные места
В Старом Пашково, в направлении города, находится памятник в честь милиционеров, погибших во время Великой Отечественной войны.

## Галерея

### Лето

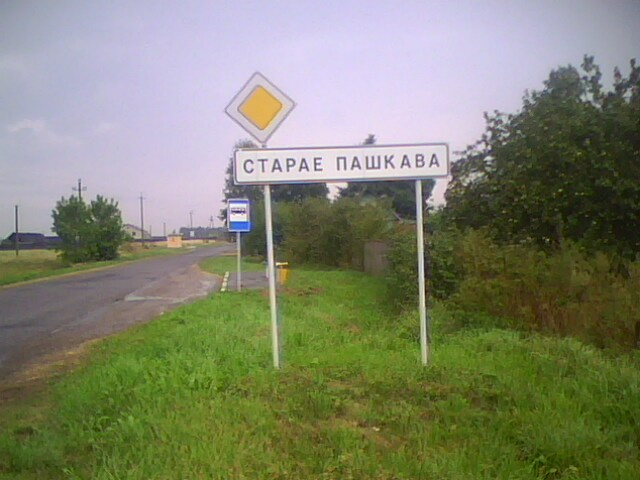
Въезд (вывеска)
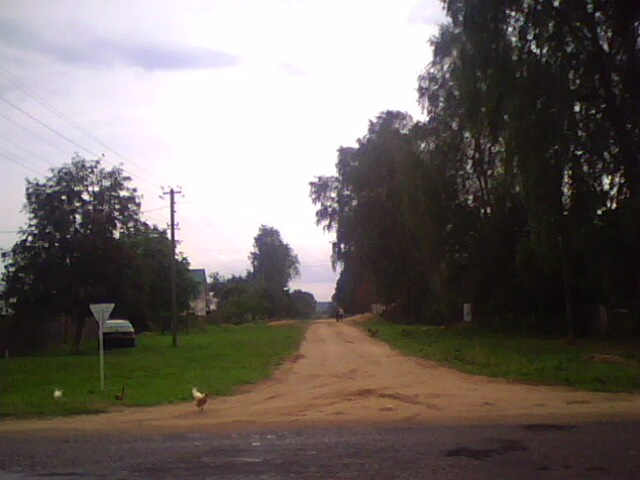
1-й посёлок
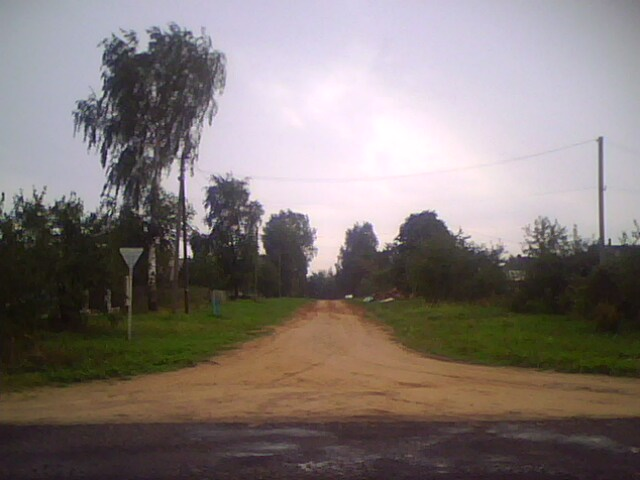
2-й посёлок
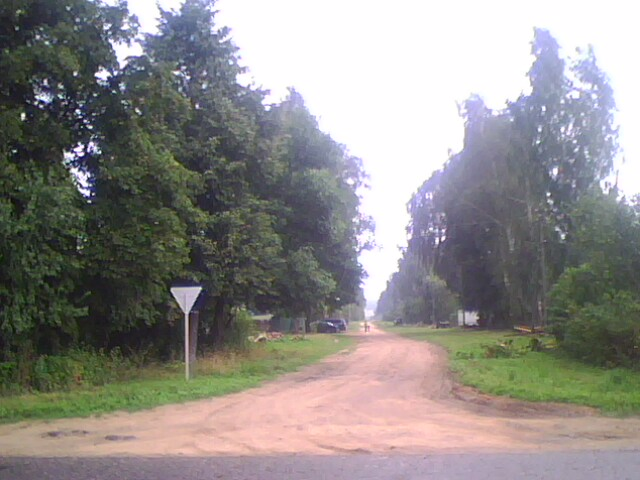
3-й посёлок
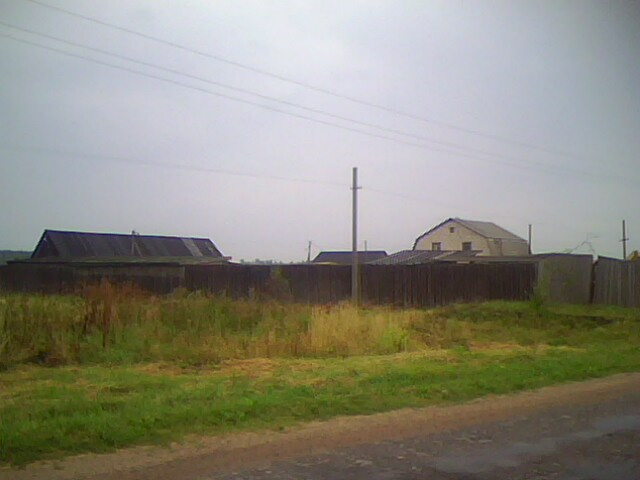
Пилорама
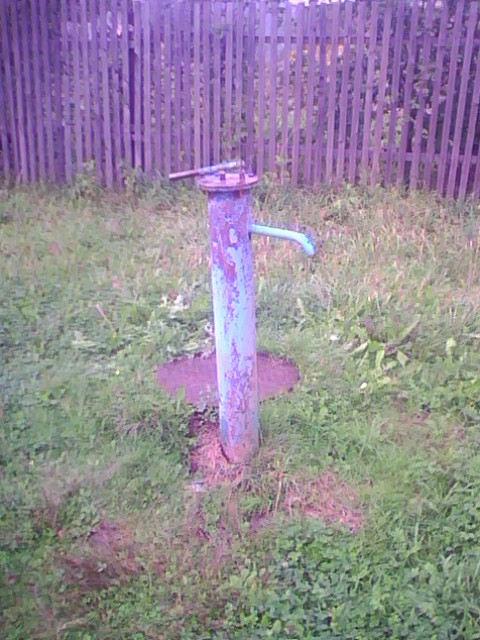
Колонка
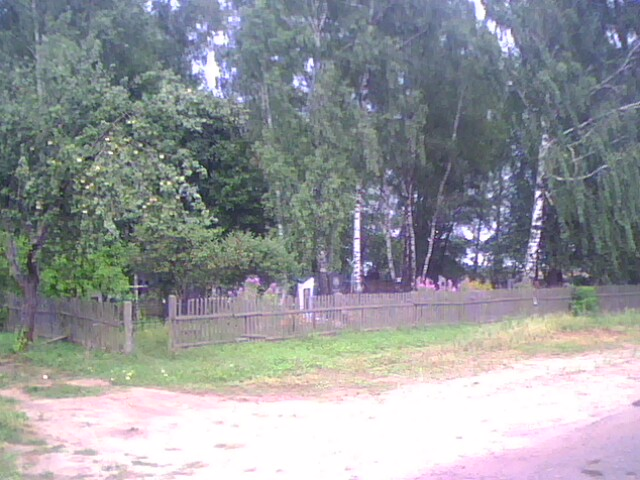
Кладбище
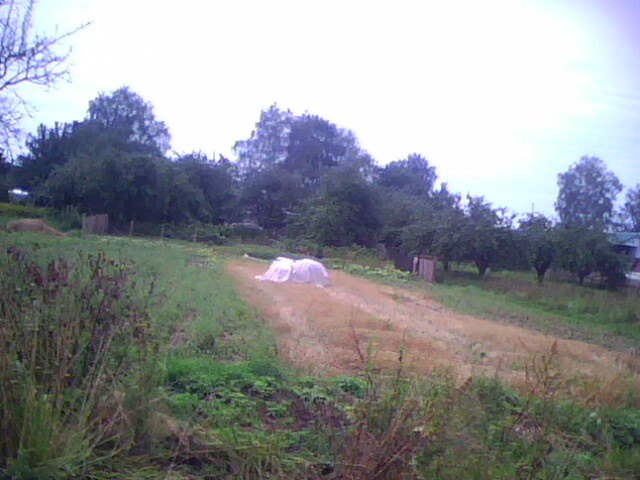
Огород
Огород 2
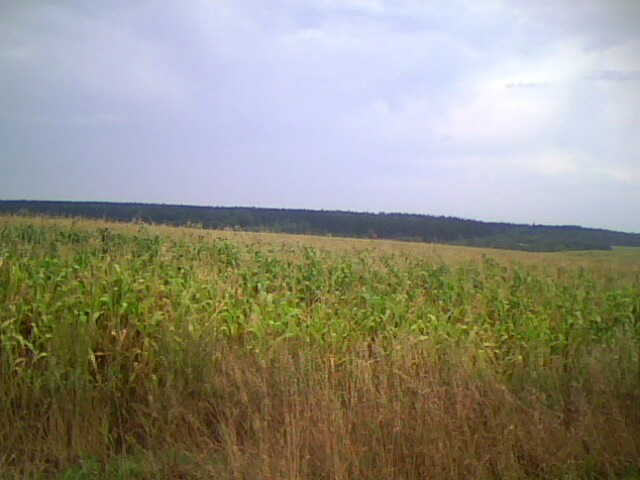
Кукурузное поле
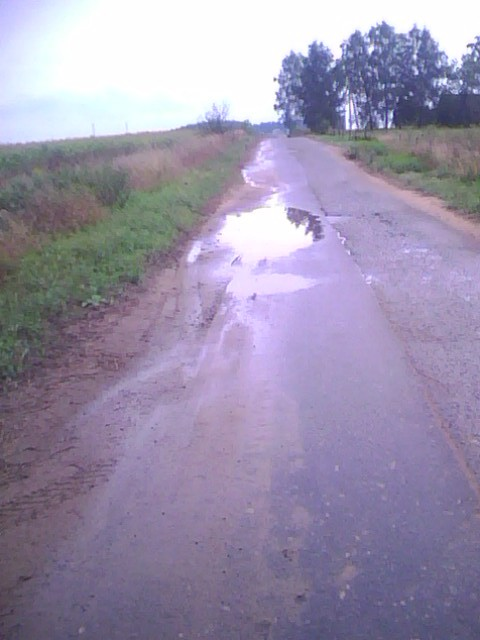
Дорога
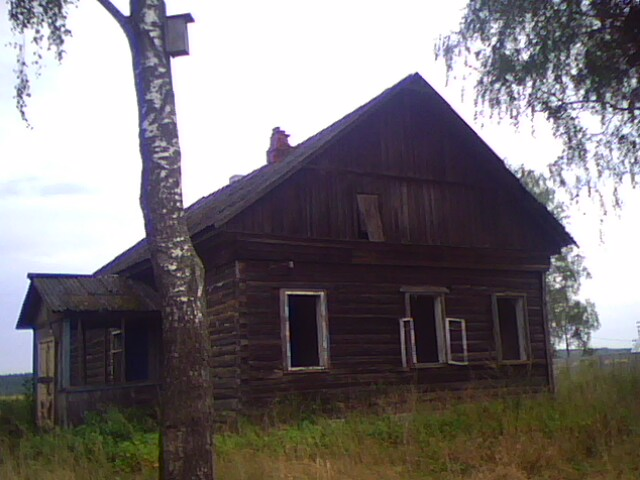
Заброшенное здание начальной школы
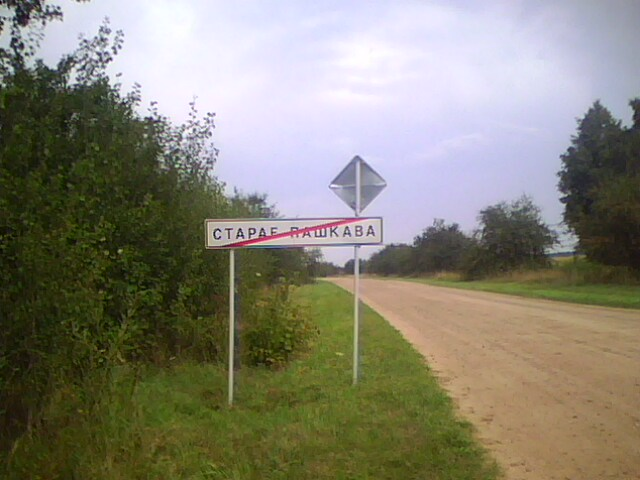
Выезд (вывеска)

### Зима

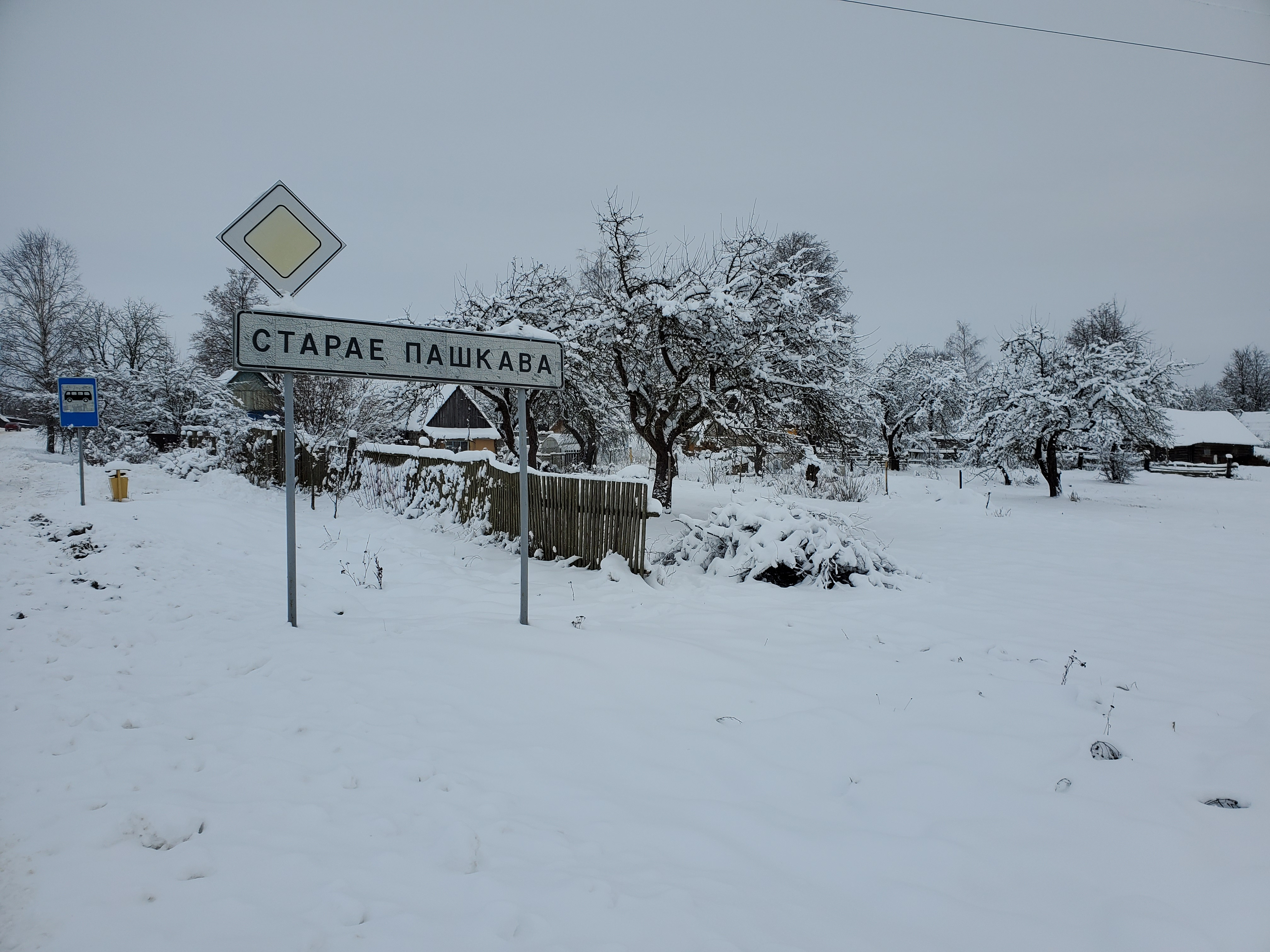
Въезд (вывеска)
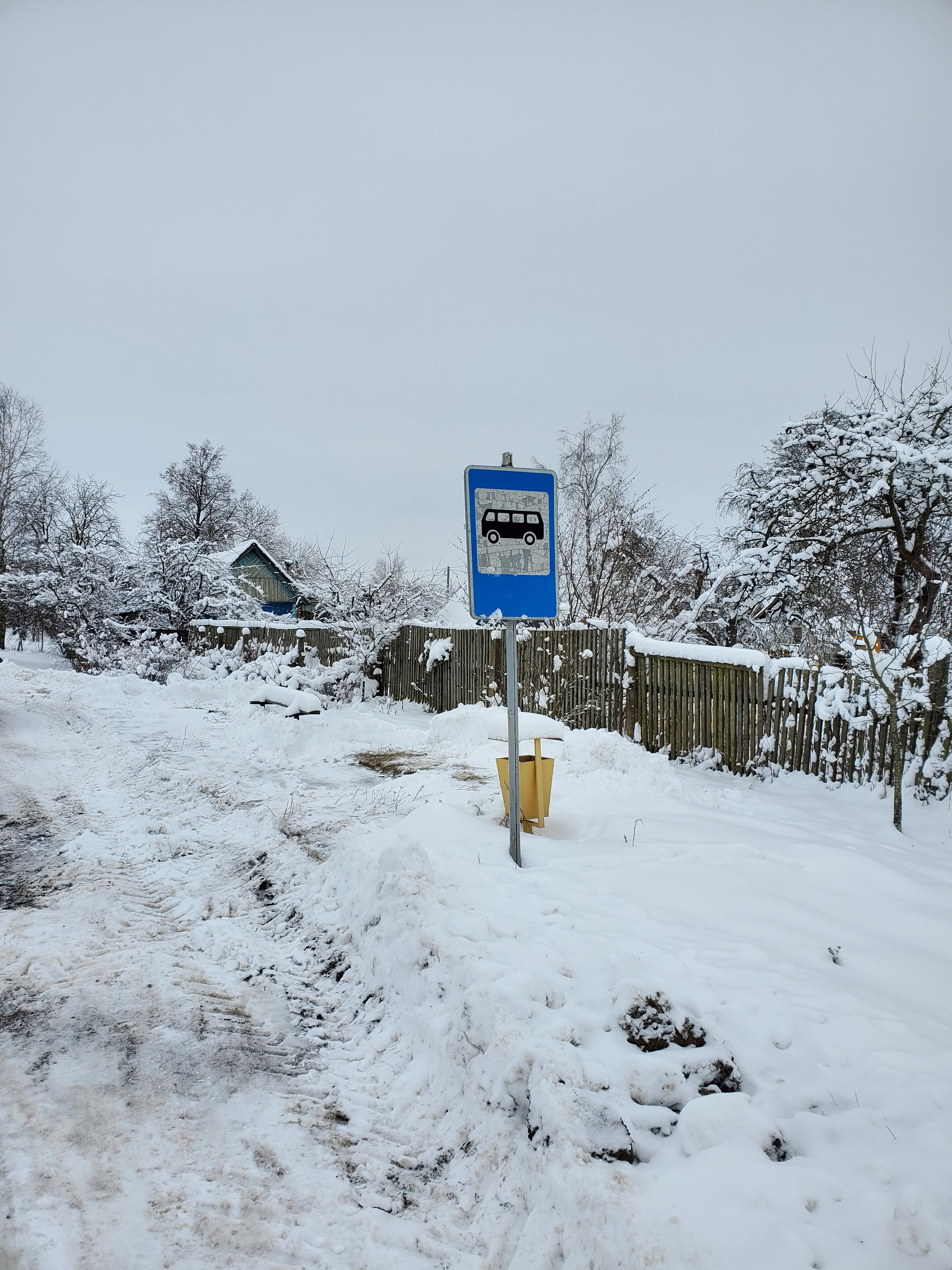
Автобусная остановка
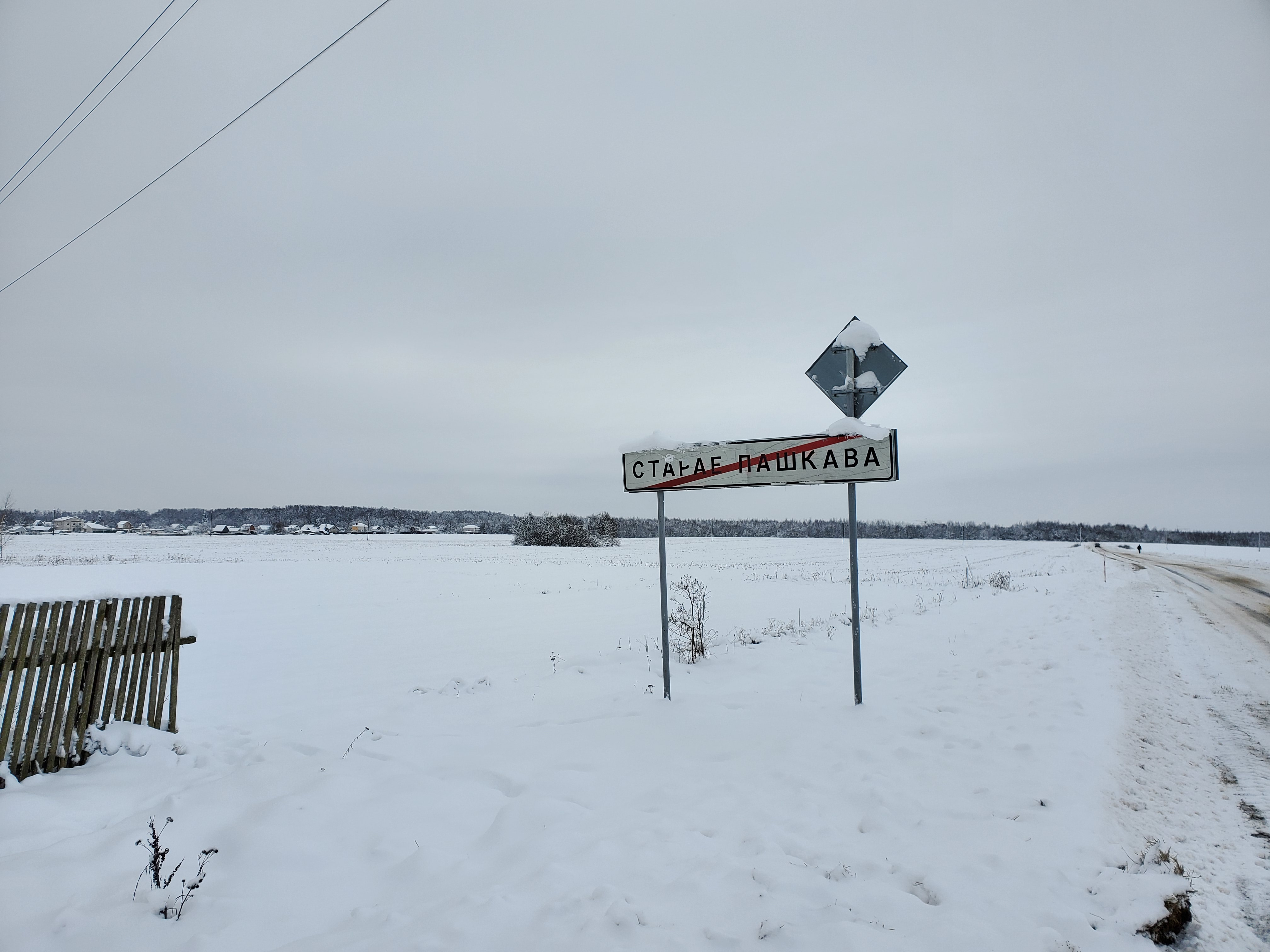
Выезд (перечёркнутая вывеска)
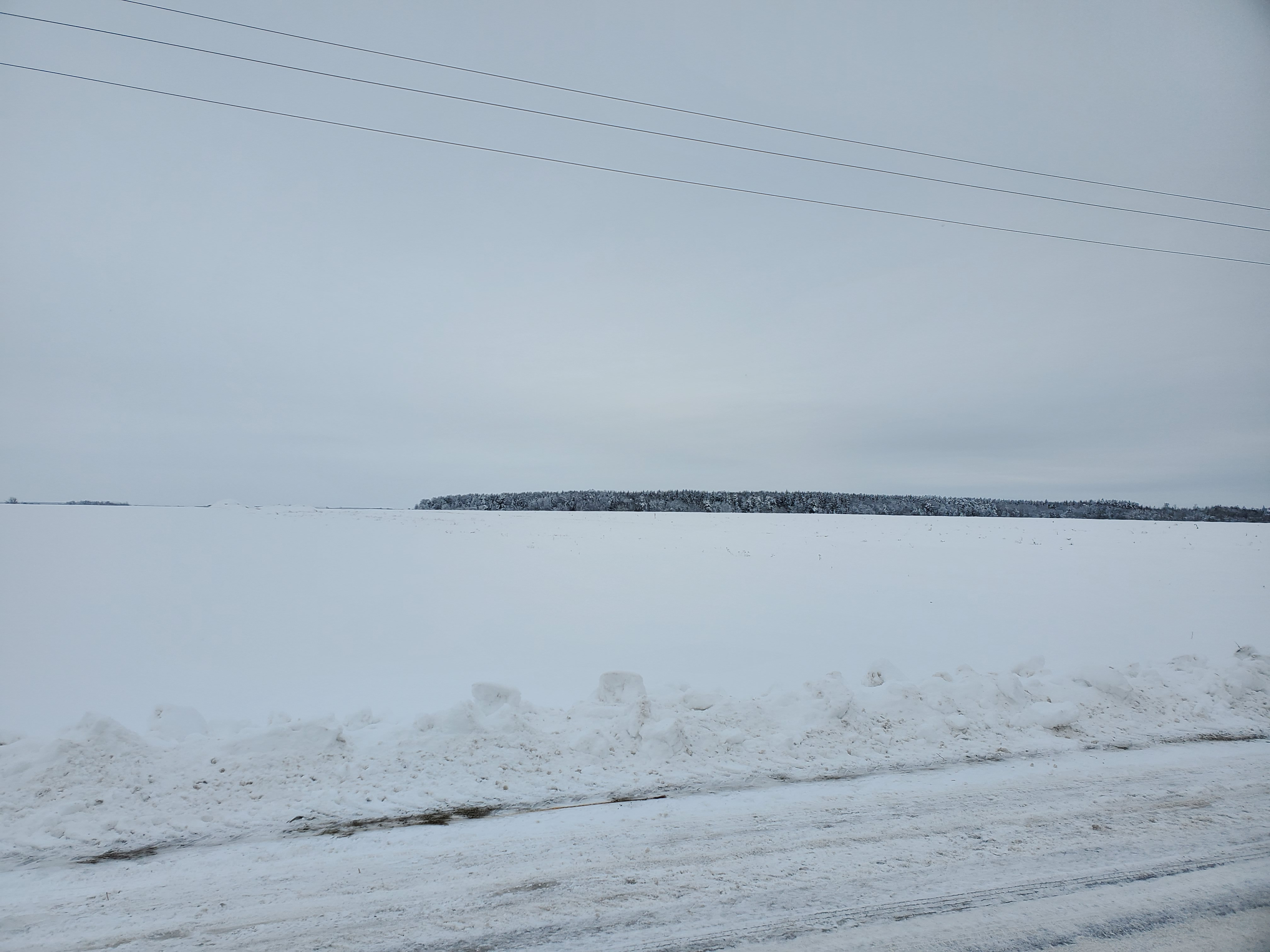
Поле, лес на заднем плане
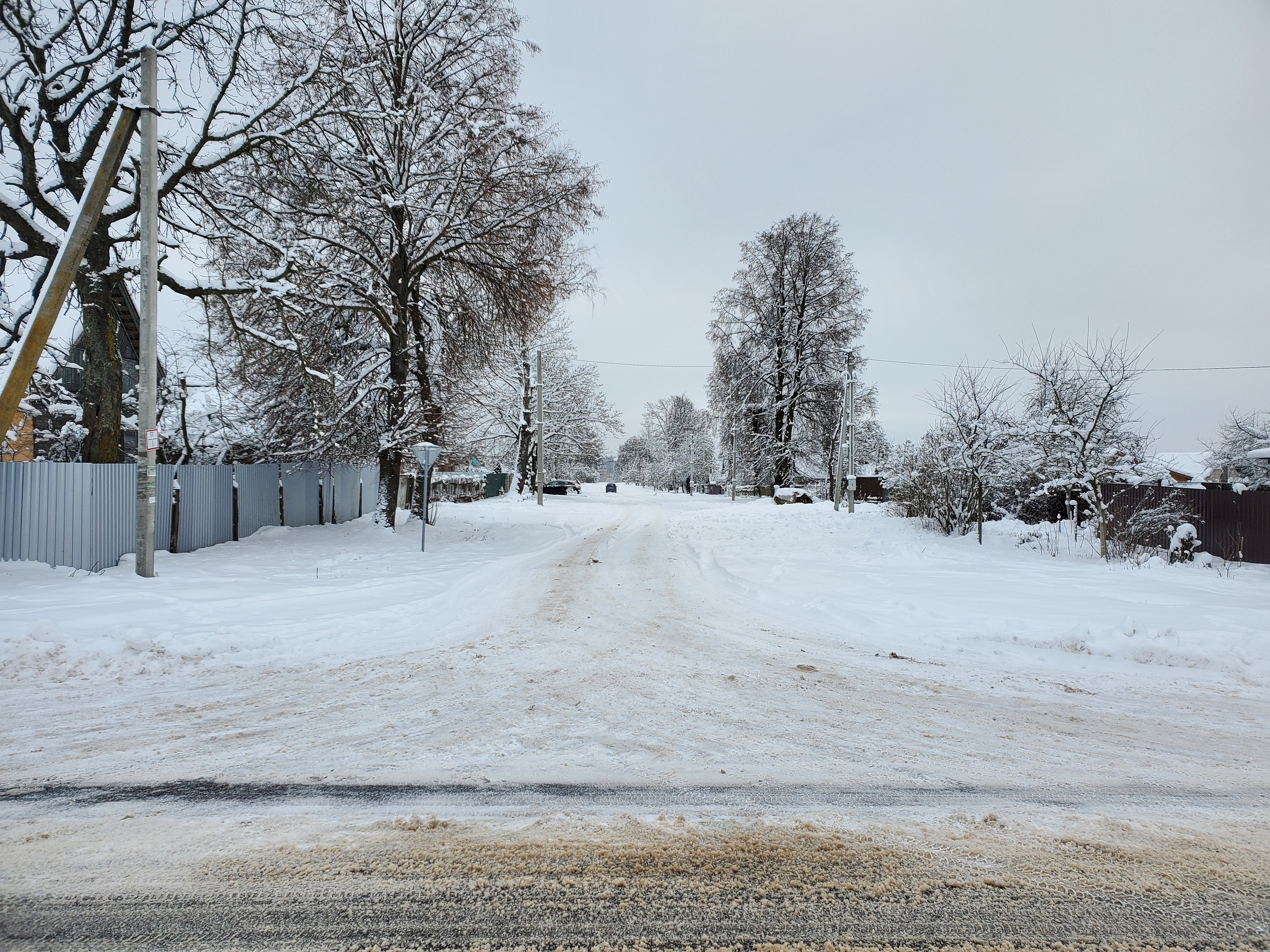
3-й посёлок (переулок Садовый 1-й)
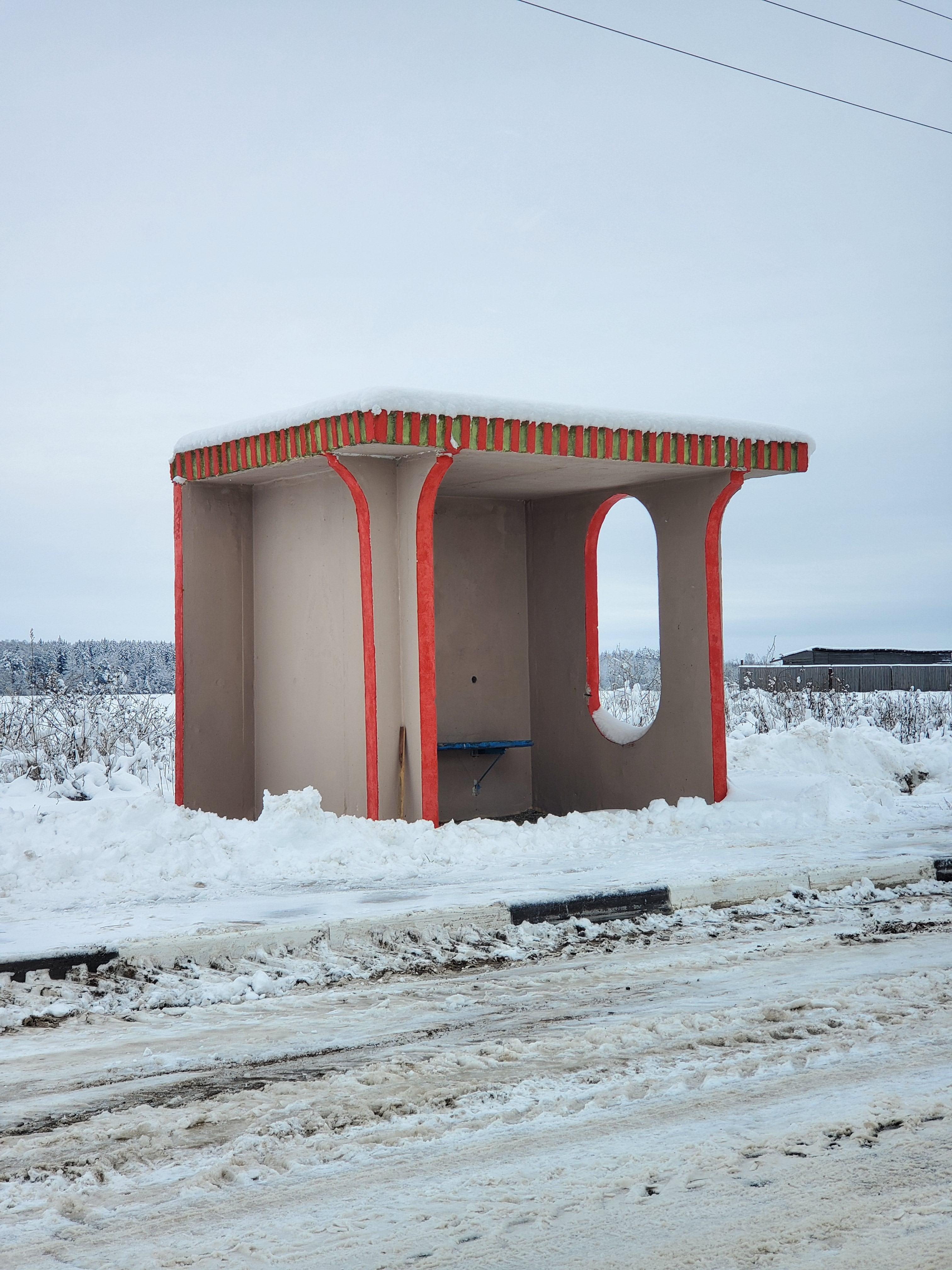
Автобусная остановка крытая
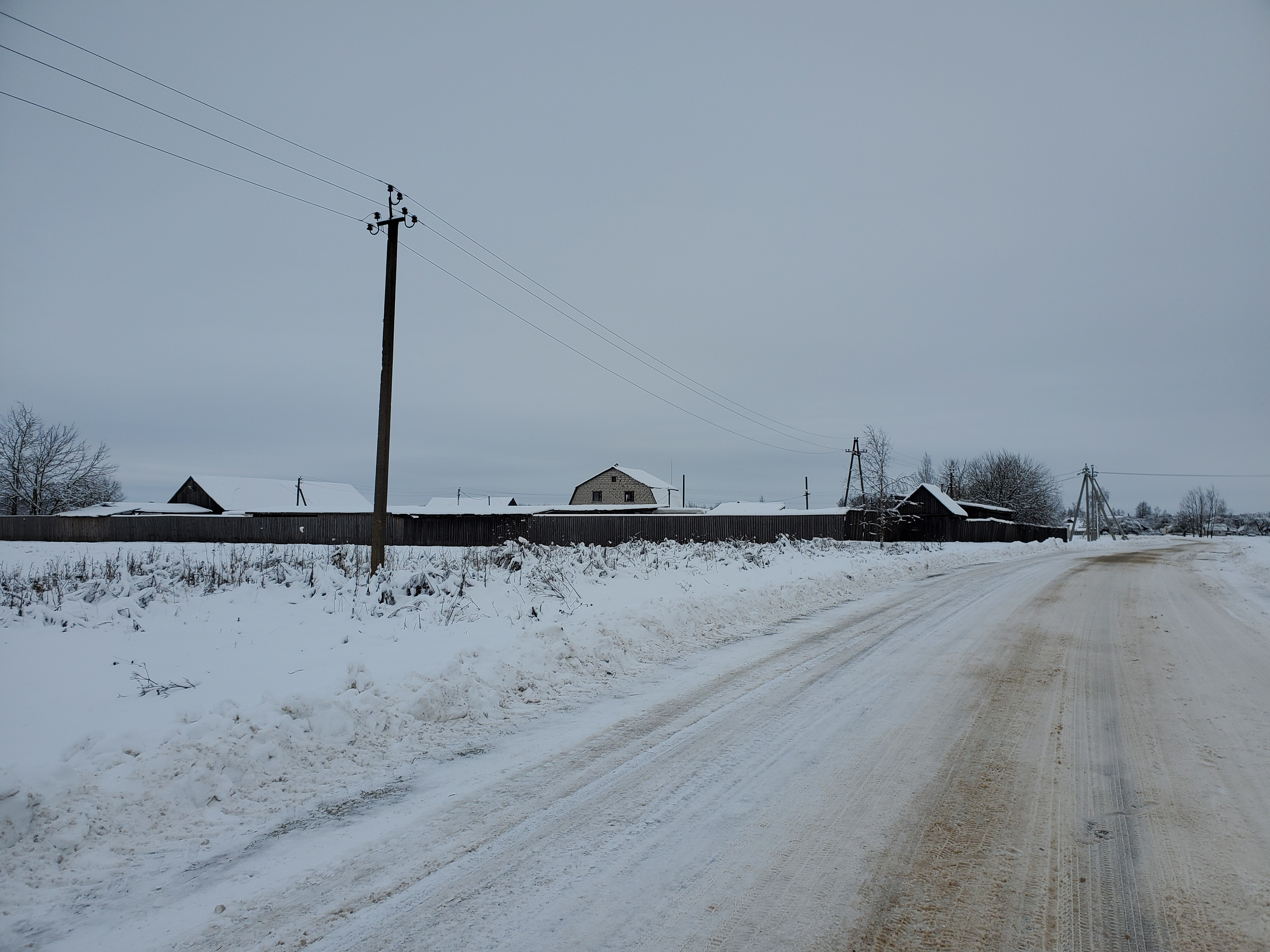
Пилорама между 3-м и 2-м посёлками
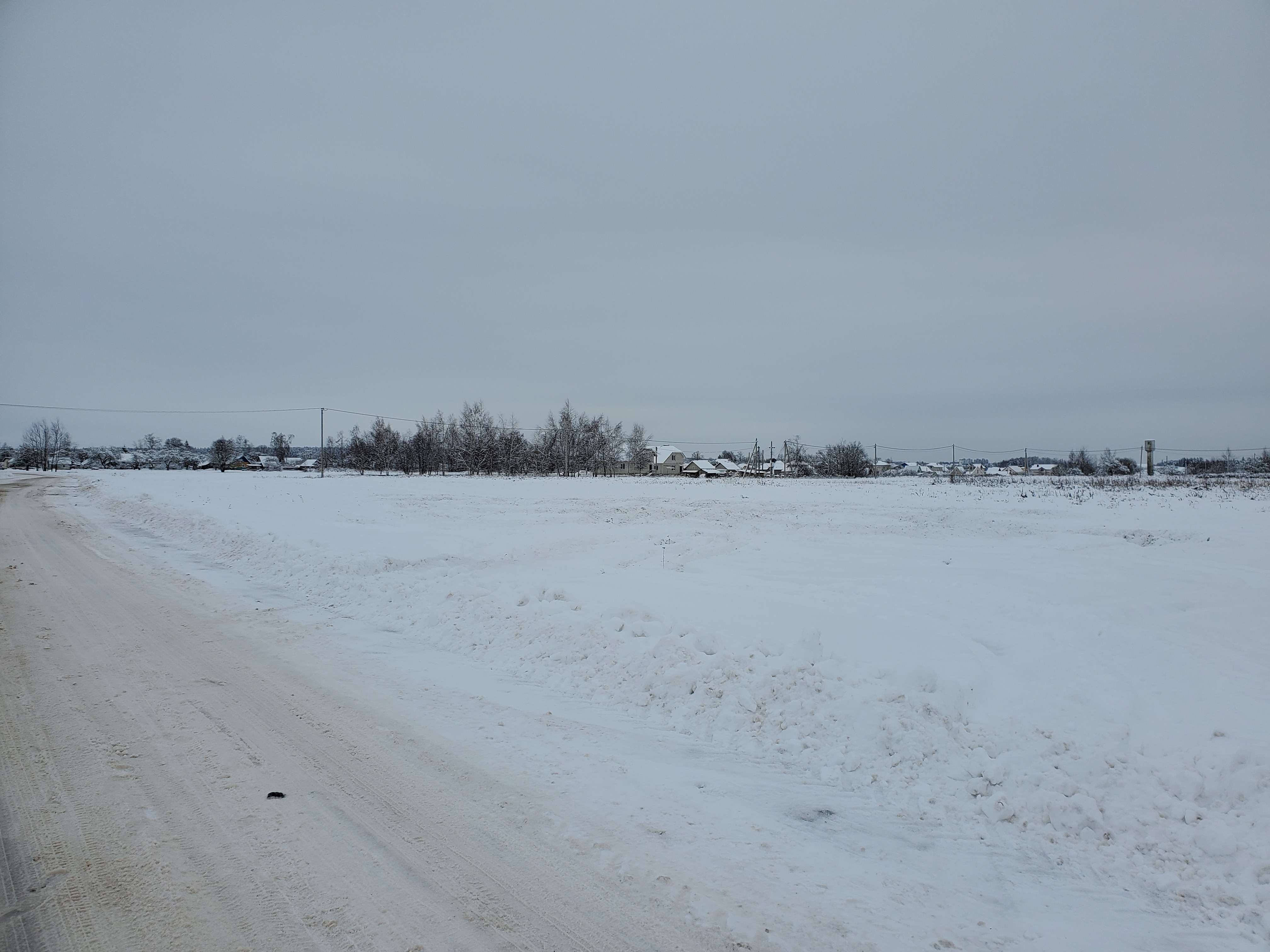
Дорога между 3-м и 2-м посёлками